# Call Me Keeper
Call Me Keeper, född 21 mars 2010 i Rättvik i Dalarnas län, är en svensk varmblodig travhäst. Han tränades av Daniel Redén.
Call Me Keeper tävlade åren 2013–2018. Han inledde karriären med sex raka segrar. Han sprang in totalt 7,5 miljoner kronor på 57 starter varav 24 segrar, 8 andraplatser och 2 tredjeplatser. Han tog karriärens största segrar i Prix de Lure (2016), Jämtlands Stora Pris (2016), Grand Prix Anjou-Maine (2016), Prix de Lille (2017) och Seinäjoki Race (2018). Han kom även på andraplats i Prix de Belgique (2016), Prix de la Marne (2018), Örebro Intn'l (2018) och Harper Hanovers Lopp (2018) samt på fjärdeplats i Prix de France (2017).
Han deltog i 2017 års upplaga av världens största travlopp Prix d'Amérique. Han kördes av Pierre Vercruysse och slutade på sjätteplats.
I ett lopp den 30 december 2017 under det franska vintermeetinget på Vincennesbanan utanför Paris var han inblandad i en olycka. Han kördes av Pierre Vercruysse och ekipaget krockade med Alfas da Vinci och Björn Goop. Call Me Keeper skadades inte, men Alfas da Vinci bröt benet och avled.
Efter tävlingskarriären blev han avelshingst vid Daniel Redéns verksamhet Zet Stallions.